# Promesostoma hymanae
Promesostoma hymanae is een platworm (Platyhelminthes). De worm is tweeslachtig. De soort leeft in het zoute water.
Het geslacht Promesostoma, waarin de platworm wordt geplaatst, wordt tot de familie Promesostomidae gerekend. De wetenschappelijke naam van de soort werd voor het eerst geldig gepubliceerd in 1968 door Ax.